# 高輪グリーンマンション殺人事件
高輪グリーンマンション殺人事件（たかなわグリーンマンションさつじんじけん）は、1977年（昭和52年）5月18日に日本の東京都港区で発生した殺人事件。

## 事件と捜査
1977年5月18日午後9時頃、高輪グリーンマンションの4階の一室でホステスA（事件当時28歳）が、他殺体で発見された。第一発見者は勤務時間の午後6時過ぎになっても出勤しなかったことでA宅を訪ねた勤務先の総支配人であった。Aは奥四畳半のベッドの上に仰向け・ネグリジェ姿で、顔まで布団をかぶって死亡していた。首に絞められたような跡があった他は外傷はなく、右手には1万円札4枚を握りしめていた。ドアのカギはかかっておらず、電気はつけっぱなしであった。抵抗の痕がないことや、Aの部屋に物色された形跡がないことから、警視庁は顔見知りの犯行が高いと見て捜査していると報じられた。またAは勤務先関係者らに「一身上の都合で悩んでいる」と話していたという。
5月20日、Aの元交際相手である男Xが高輪警察署に出頭し、犯行当日にはアリバイがある旨を弁明した。Xのアリバイは「犯行当日の午前1時頃は勤め先の焼肉店が閉店し、近くのスナックに飲みに行き、午前3時頃に大田区大森北3丁目のアパートの自室に帰った」という内容だったが、実際にはXは犯行当夜にスナックには行っておらず、自宅に帰ったのも午前4時半頃と判明し、アリバイが虚偽であることが判明した。
Xに対する容疑を強めた捜査官らは、6月7日早朝にXを同警察署に任意同行し、取調べを開始した。同日午後10時頃、Xが事件への犯行を認めたため、その旨の答申書を作成させ、午後11時過ぎに取調べを終えた。加えて「どこかの旅館に泊めていただきたい」旨の答申書も作成・提出され、Xは同警察署近くの宿泊施設に宿泊させられた。その際、捜査官4・5名も同宿し、うち1名はXの部屋の隣室に泊まり込んで、その挙動を監視した。
6月8日朝、捜査官らは自動車でXを迎えに行き、午後11時頃まで取調べ、その後また同警察署近くの宿泊施設に送り届けて、宿泊させた。6月9日・6月10日も同様の取調べは続き、また各夜とも宿泊施設周辺に捜査官が張り込み、Xを監視した。
この間、自白調書等が作成されたものの、6月11日には否認調書が作成され、決め手となる証拠が十分ではなかったことから、捜査官らはXを逮捕することなく、同日午後3時頃に実母らと帰郷させた。捜査官らはXを4夜に渡って、捜査官の手配した宿泊施設に宿泊させた上、前後5日間に渡って被疑者として取調べを続行したことになる。なお、宿泊代金は6月7日から9日までの分は警察が支払い、10日分のみXが支払った。
警察はその後も自白の裏付け捜査を続け、8月23日にXを逮捕した。Xは当初は犯行を否認していたが、8月26日に自白して以降捜査段階については自白を維持し、自白調書等が作成された。Aが現金4万円を握って死亡していたことについて、取調べでXは「Aが売春して客から殺されたように見せかけるために細工をした。金はAの財布から出して握らせた」と語ったと報じられた。9月12日、Xは殺人罪で起訴された。

## 裁判
東京地方裁判所で開かれた公判では被告人X及び弁護側が自白調書について「捜査官の誘導、脅迫によるもので自白は虚偽」「違法捜査で自白調書に任意性はない」として、無実を主張した。しかし1979年（昭和54年）1月31日、東京地裁は宿泊を伴う取調べについて「妥当性につき問題となりうる点はあるが、被告人の身柄を実質的に拘束して自白させようとの意図に基づく者とは認められず、違法な捜査とはいえない」とし、Xは元交際相手のAに復縁を求めたが断られたために逆上し、両手で首を絞めて殺したとして、殺人罪で懲役12年の判決を言い渡した。
Xは東京高等裁判所へ控訴したが、1982年（昭和57年）1月21日、東京高裁は宿泊を伴う取調べについて「被告人は警察の庇護ないしはゆるやかな監視の下に置かれていたとみることができ、実質的身柄が拘束されていたとはいえないので、取調べは任意捜査の範囲を超えるものとは認められない」として控訴を棄却する判決を宣告、有罪判決を維持した。Xは、違法な手続きによって得られた自白の許容性ないし証拠能力は否定されるべきとして最高裁判所へ上告した。
1984年（昭和59年）2月29日、最高裁第二小法廷は「暴行、脅迫等が行われた形跡はない」「任意取調べの段階で宿泊施設に被告人を泊めたことは妥当とは言えないが、事件の性格上、被告人から速やかに事情を聴く必要性があったと認められることから、社会通念上やむを得なかった。任意捜査として許される範囲であり、合法」として、被告人の主張を退ける形で上告を棄却する決定を出し、懲役12年が確定した。裁判官の内、木下忠良と大橋進は「被告人は捜査官らの有形無形の圧力で宿泊を伴う連日の取調べに応じざるをえなかった。取調べの手段、方法は不当で違法」として自白の証拠能力を否定し、「捜査当局がこうした取調べも許されるとして常態化させることを深く心配する」としつつも、逮捕後の自白には任意性や信用性はあるとして、有罪の結論には同調した。

## 関連書籍
- 平良木登規男、椎橋隆幸、加藤克佳『判例講義　刑事訴訟法』悠々社、2012年。ISBN 9784862420220。
- 伊藤塾、伊藤真『刑事訴訟法』弘文堂、2008年。ISBN 9784335312694。